# Celtis australis
Celtis australis là một loài thực vật có hoa trong họ Cannabaceae. Loài này được L. mô tả khoa học đầu tiên năm 1753.

## Hình ảnh

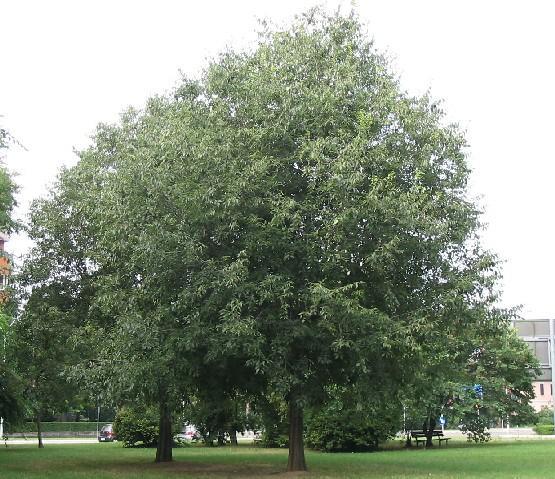
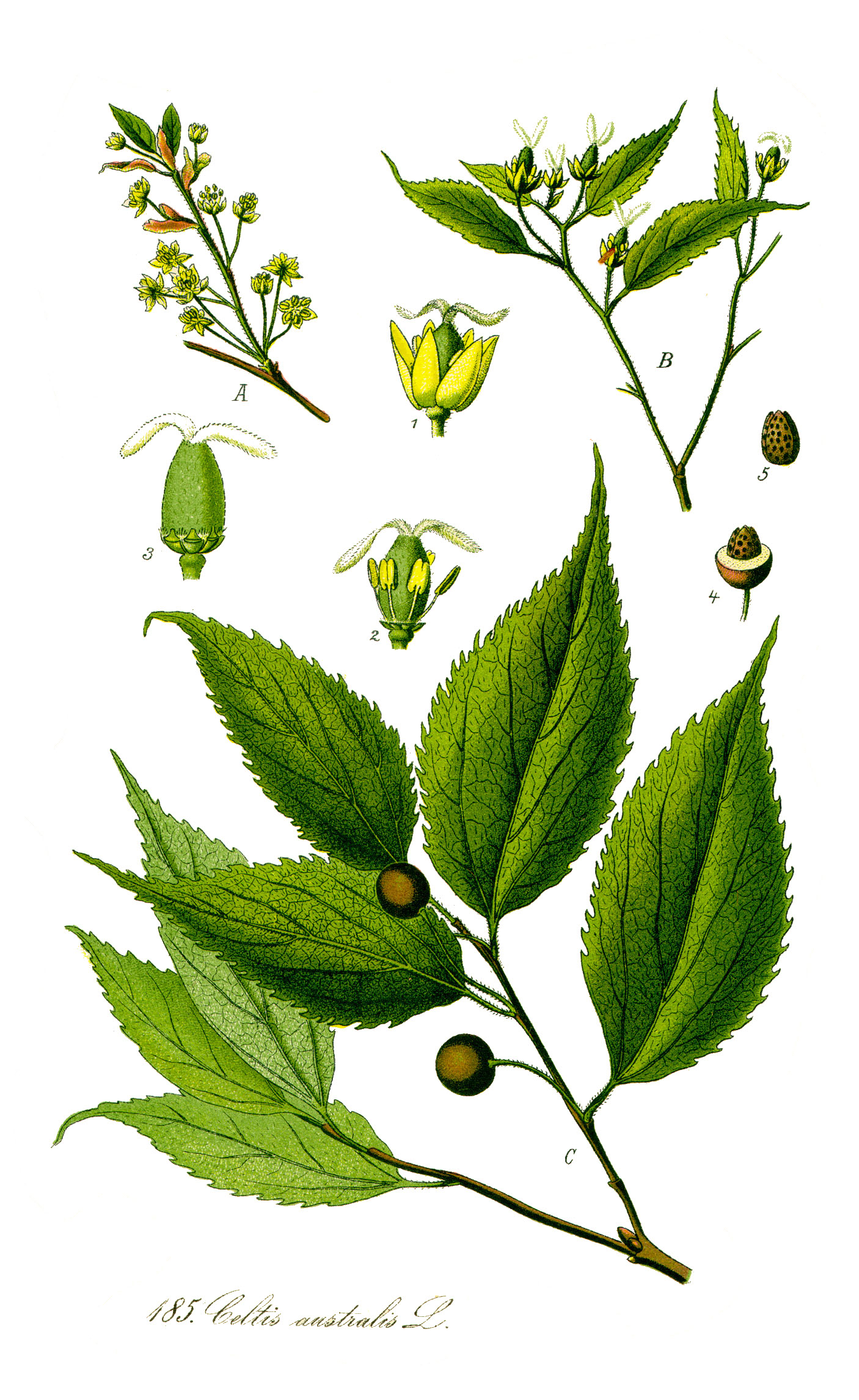
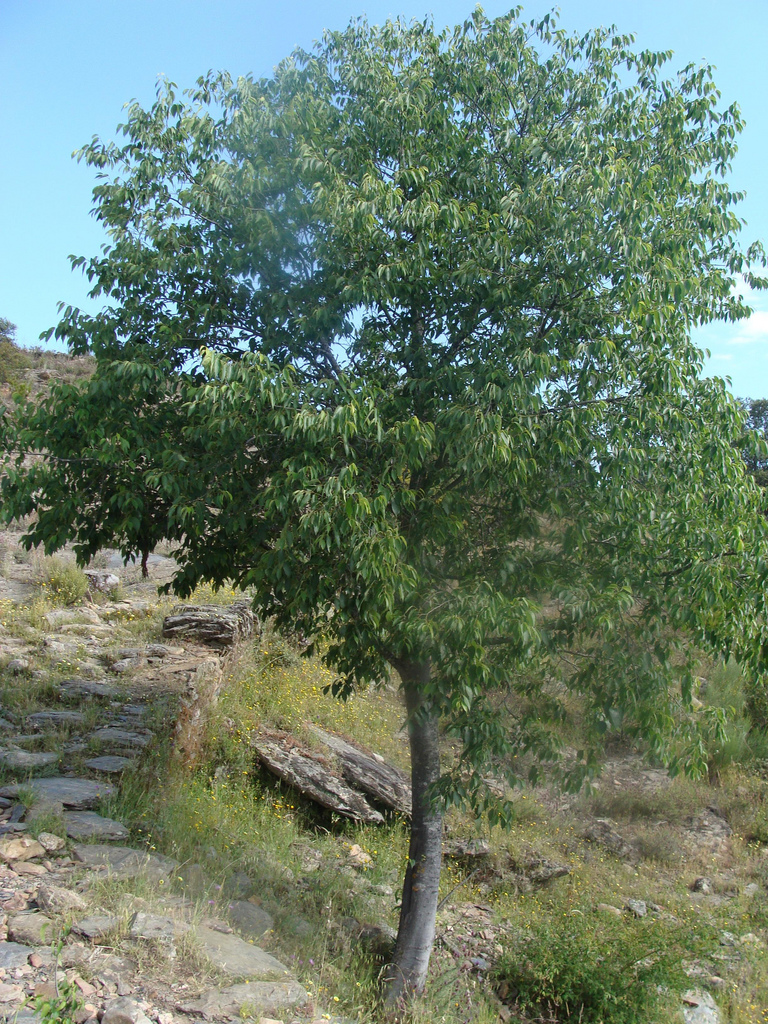
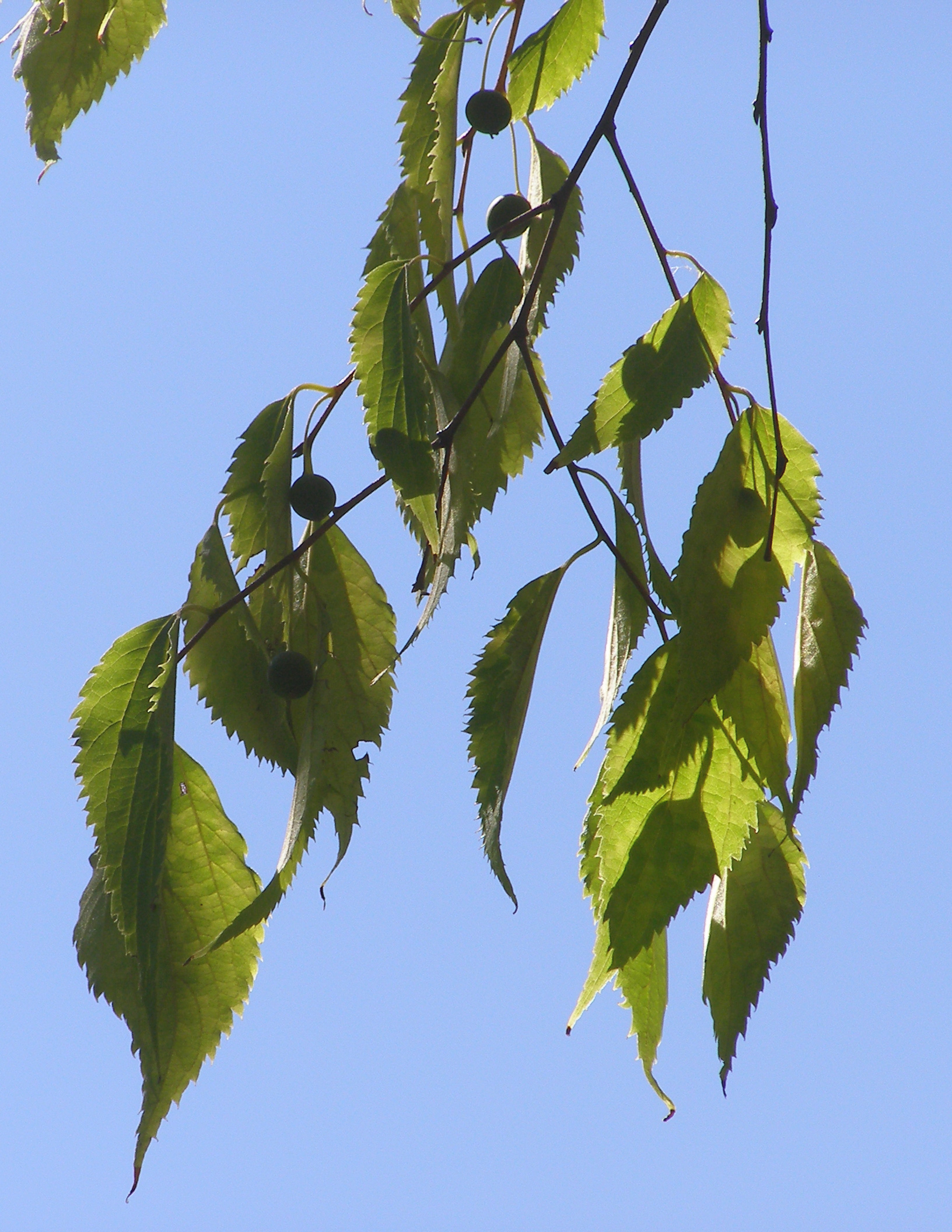
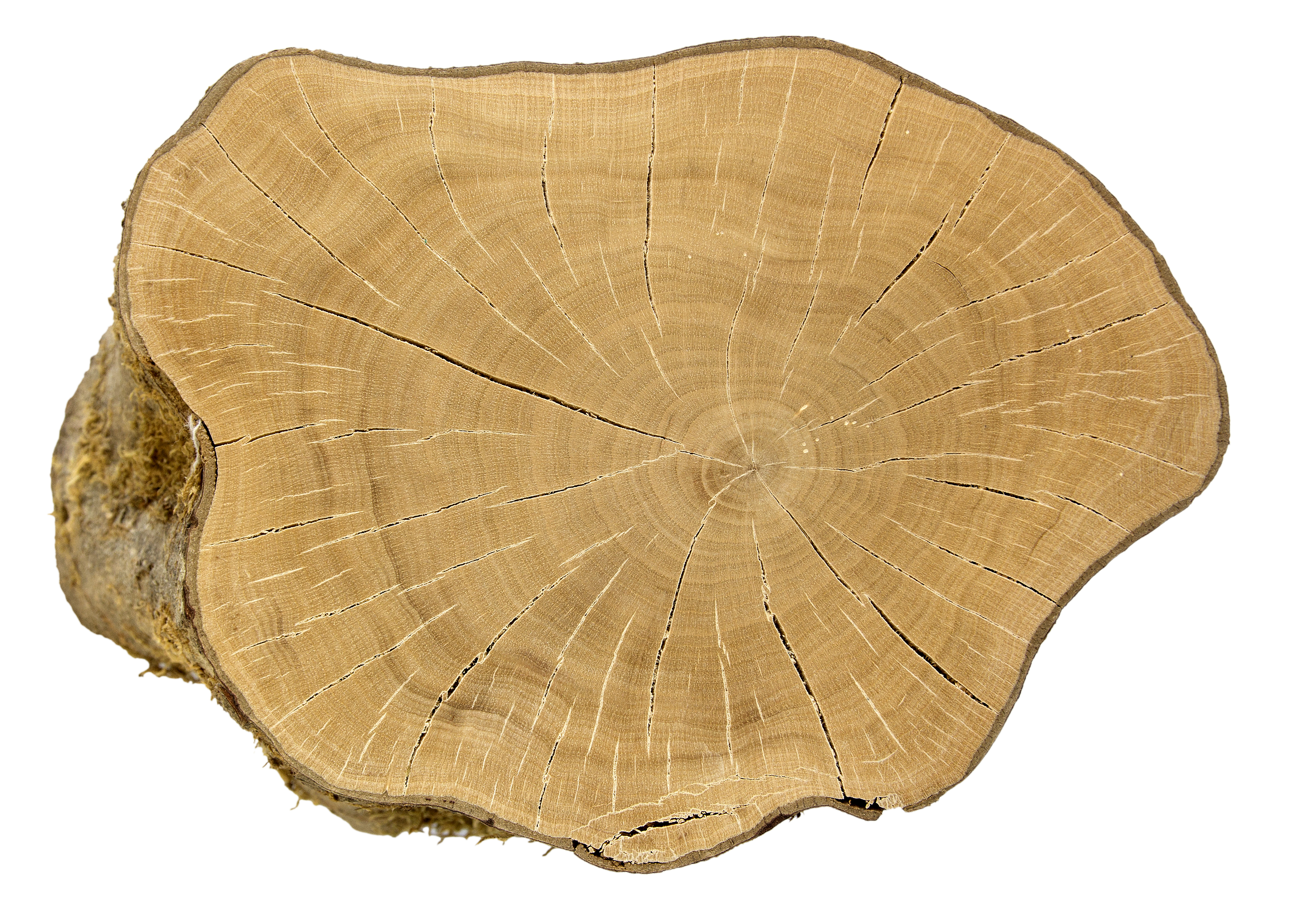
Celtis australis